# 自動上帶機

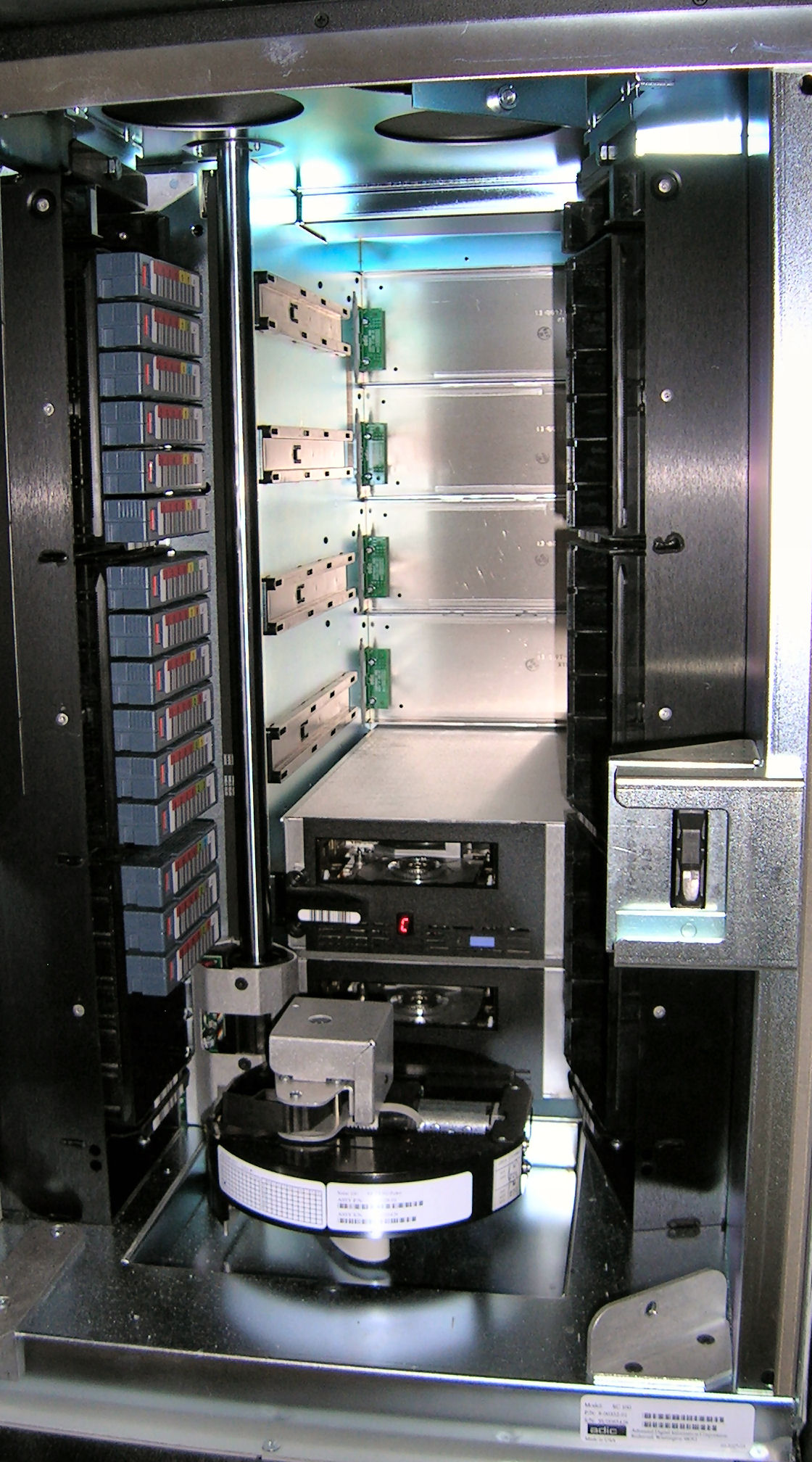
典型的自動上帶機：ADIC公司的Scalar 100。

自動上帶機（Autoloader）是一種資料儲存設備，設備內至少會有一個磁帶機（tape drives）、一個能依據定位運算移位以抓取、放回磁帶匣的機械手臂、以及一個磁帶匣的集中存放區。
大型化的自動上帶機具有多個磁帶機、多個械手臂、以及更大的磁帶匣存放空間，此一般也稱為磁帶櫃（tape library）。